# Weiße Pagode in Zhakou
Die Weiße Pagode in Zhakou (chinesisch 闸口白塔, Pinyin Zhákǒu Báitǎ) ist eine buddhistische Pagode in Hangzhou in der chinesischen Provinz Zhejiang. Sie liegt am Qiantang-Fluss gegenüber der Pagode der Sechs Harmonien (Liuhe ta).
Die Pagode wurde im späten Wuyue-Reich der Zeit der Fünf Dynastien und Zehn Reiche (907–960) erbaut. Die achteckige neungeschossige Pagode wurde ganz aus weißen Steinen erbaut. Sie ist ca. 10 m hoch.
Sie steht seit 1988 auf der Liste der Denkmäler der Volksrepublik China (3-142).